# Olympische Sommerspiele 1936/Schwimmen – 4 × 100 m Freistil (Frauen)
Die 4-mal-100-Meter-Freistilstaffel der Frauen bei den Olympischen Spielen 1936 in Berlin wurde am 12. und 14. August ausgetragen. Olympiasieger wurde die niederländische Staffel. Silber ging an die deutsche Staffel und Bronze gewann die Staffel der Vereinigten Staaten.

## Rekorde
Vor Beginn der Olympischen Spiele waren folgende Rekorde gültig.
| Weltrekord         | 4:32,8 min | Niederlande        | Rotterdam Niederlande          | 24. Mai 1936   |
| Olympischer Rekord | 4:38,0 min | Vereinigte Staaten | Los Angeles Vereinigte Staaten | 9. August 1932 |

Folgende neue Rekorde wurden aufgestellt:
| Olympischer Rekord | 4:36,0 min | Niederlande | Finale |

## Ergebnisse

### Halbfinale
Das Halbfinale wurde am 12. August ausgetragen. Die ersten drei Staffeln eines jeden Laufs sowie die zeitschnellste viertplatzierte Staffel qualifizierten sich für das Finale.
Halbfinale 1
| Rang | Nation             | Athletinnen                                                      | Zeit       | Anm. |
| ---- | ------------------ | ---------------------------------------------------------------- | ---------- | ---- |
| 1    | Vereinigte Staaten | Mavis Freeman Bernice Lapp Olive McKean Elizabeth Ryan           | 4:47,1 min | QQ   |
| 2    | Großbritannien     | Zilpha Grant Edna Hughes Margaret Jeffery Olive Wadham           | 4:47,2 min | QQ   |
| 3    | Kanada             | Phyllis Dewar Mary McConkey Irene Pirie-Milton Margaret Stone    | 4:49,7 min | QQ   |
| 4    | Ungarn             | Ilona Ács Ágnes Bíró Vera Harsányi Magda Lenkei                  | 4:50,6 min | qq   |
| 5    | Österreich         | Roma Wagner Franziska Mally Grete Ittlinger Elli von Kropiwnicki | 5:16,6 min |      |

Halbfinale 2
| Rang | Nation          | Athletinnen                                                           | Zeit       | Anm. |
| ---- | --------------- | --------------------------------------------------------------------- | ---------- | ---- |
| 1    | Niederlande     | Hendrika Mastenbroek Willy den Ouden Johanna Selbach Catharina Wagner | 4:38,1 min | QQ   |
| 2    | Deutsches Reich | Ruth Halbsguth Leni Lohmar Ursula Pollack Ingeborg Schmitz            | 4:40,5 min | QQ   |
| 3    | Dänemark        | Eva Arndt Tove Bruunstrøm Ragnhild Hveger Elvi Svendsen               | 4:46,2 min | QQ   |
| 4    | Japan           | Tsuneko Furuta Kazue Kojima Hatsuko Morioka Rei Takemura              | 4:58,1 min |      |

### Finale
14. August 1936
| Rang | Nation             | Athletinnen                                                           | Zeit            |
| ---- | ------------------ | --------------------------------------------------------------------- | --------------- |
| 1    | Niederlande        | Johanna Selbach Catharina Wagner Willy den Ouden Hendrika Mastenbroek | 4:36,0 min (OR) |
| 2    | Deutsches Reich    | Ruth Halbsguth Leni Lohmar Ingeborg Schmitz Gisela Arendt             | 4:36,8 min      |
| 3    | Vereinigte Staaten | Katherine Rawls Bernice Lapp Mavis Freeman Olive McKean               | 4:40,2 min      |
| 4    | Ungarn             | Ilona Ács Ágnes Bíró Vera Harsányi Magda Lenkei                       | 4:48,0 min      |
| 4    | Kanada             | Mary McConkey Irene Pirie-Milton Margaret Stone Phyllis Dewar         | 4:48,0 min      |
| 6    | Großbritannien     | Margaret Jeffery Zilpha Grant Edna Hughes Olive Wadham                | 4:51,0 min      |
| 7    | Dänemark           | Ragnhild Hveger Tove Bruunstrøm Elvi Svendsen Eva Arndt               | 4:51,4 min      |